# Ляонин Флаин Леопардс
«Ляонин Флаин Леопардс» (англ. Liaoning Flying Leopards) — китайский баскетбольный клуб, выступающий в Северном дивизионе Китайской баскетбольной ассоциации (КБА). Представляет город Бэньси, провинция Ляонин, КНР. Талисманом команды является северокитайский леопард.

## История
До сезона 2008-09 команда носила название «Ляонин Хантерс», однако затем сменила название на «Дайнозорс». Спонсор команды — «Группа Ляонин Паньпань» (кит. 辽宁盼盼集团有限公司). В сезоне 2004-05 «Ляонин Хантерс» финишировала на первом месте в Северном дивизионе, однако в четвертьфинальной серии проиграла команде Южного дивизиона «Юньнань Буллз».

## Известные игроки
- Крис Ричард 1 сезон: '10-'11
- / Шон Бэнкс 1 сезон: '10
- Донта Смит 1 сезон: '10-'11
- Джермейн Тэйлор 1 сезон: '11
- Джош Пауэлл 1 сезон: '11-'12